# Red Sea Project

Das Rote Meer von den Ummahat-Inseln aus gesehen

Das Red Sea Project (arabisch: مشروع البحر الأحمر) ist ein Megaprojekt zur Entwicklung des Tourismus in Saudi-Arabien, das den Aufbau verschiedener Resorts und Attraktionen an der Küste des Roten Meeres beinhaltet. Das Projekt, das von dem im Besitz des Public Investment Fund befindlichen Unternehmen Red Sea Global entwickelt wird, ist Teil des Programms Saudi Vision 2030. Das Projekt wurde im Juli 2017 vom saudischen Kronprinzen Mohammad bin Salman angekündigt.
Nach seiner Fertigstellung im Jahr 2030 soll das saudische Rote Meer über 50 Hotels mit 8000 Zimmern und mehr als 1000 Wohneinheiten auf 22 Inseln und 6 Standorten im Landesinneren verfügen. Die Kosten für das Projekt werden auf knapp 20 Milliarden US-Dollar geschätzt.

## Standort
Der Standort des Projekts befindet sich an der Westküste Saudi-Arabiens in einem 28.000 km² großen Gebiet in der Provinz Tabuk zwischen den Städten Umludsch und al-Wadschh. Das Gebiet umfasst mehr als 90 bisher unberührte vorgelagerte Inseln, 200 km Küstenlinie am Roten Meer mit Stränden, Wüste, Bergen und Vulkanen. Dazu gehört auch die Al Wadschh-Lagune, ein unberührtes 2.081 km² großes Gebiet mit wertvollen Lebensräumen (Korallenriffe, Seegras und Mangroven) und Arten von globaler Bedeutung für den Naturschutz.

## Geschichte
Das Projekt wurde von Kronprinz Mohammed bin Salman im Juli 2017 als Teil der saudi-arabischen Vision 2030 angekündigt, um die Wirtschaft des Landes weg von fossilen Energieträgern zu diversifizieren. Das Projekt wird von Red Sea Global entwickelt, einem der verschiedenen Unternehmen, die vom Public Investment Fund, dem Staatsfonds Saudi-Arabiens, gegründet wurden.
Mit dem Bau wurde 2019 begonnen. Das Projekt soll bis 2030 abgeschlossen sein.
Im November 2023 wurde als erster Teilabschnitt Six Senses Southern Dunes eröffnet.
Im Januar 2024 eröffnet St. Regis Hotels & Resorts das erste Inselresort auf dem Ummahat-Inselarchipel. Im darauffolgenden Mai wurde auf den Ummahat-Inseln das zweite Hotel eröffnet, Nujuma, ein Ritz-Carlton der Marke Reserve.

## Destinationen
2024 umfasste das Red Sea Project fünf Einzeldestinationen. Zwei der Destinationen, Southern Dunes und Desert Rock, befinden sich im Landesinneren. Die anderen drei Ziele befinden sich auf Inseln an der Küste.

### Shura Island

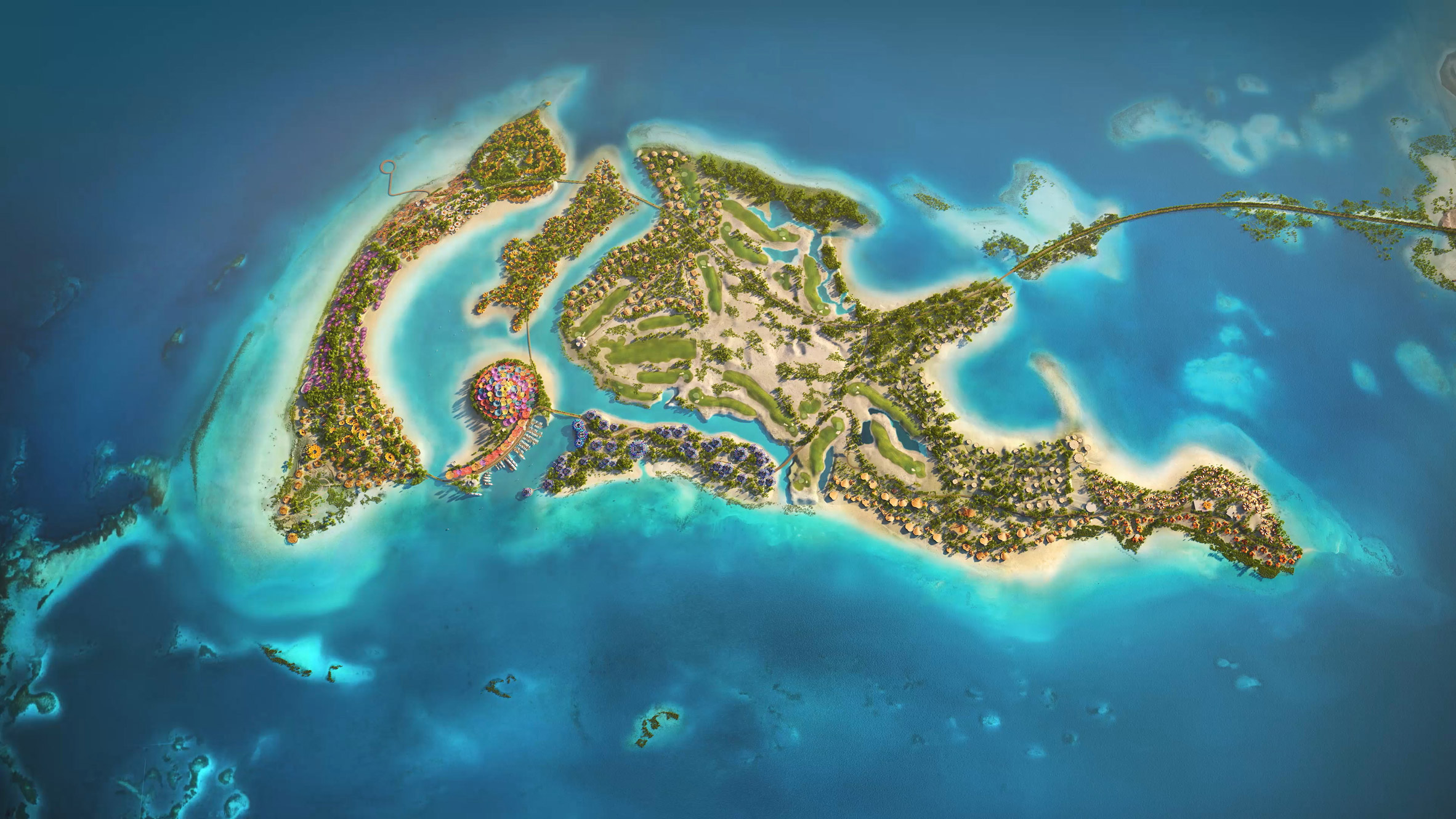
Konzept von Coral Bloom

Shura Island, auch bekannt als Shurayrah Island, ist die Hauptinsel des Red Sea Project. Auf der Insel befindet sich Coral Bloom, das ehrgeizigste Bauvorhaben des gesamten Projekts. Coral Bloom wurde im Februar 2021 vom Kronprinzen Mohammed bin Salman eröffnet. Das Projekt wurde von dem in London ansässigen Architekturbüro Foster + Partners entworfen.
Die Insel wird 11 Hotels verschiedener Marken beherbergen, darunter Hyatt, Fairmont, InterContinental, Rosewood, Jumeirah, Faena, Raffles, Miraval, Edition und SLS. Außerdem wird es Shura Links umfassen, Saudi-Arabiens ersten 18-Loch-Golfplatz mit Clubhaus. Der 7.500 Yards lange Platz wurde von Brian Curley, das Clubhaus von Foster + Partners entworfen und soll 2025 eröffnet werden.

Nujuma-Villen auf den Ummahat-Inseln

Shura ist mit dem Festland Saudi-Arabiens durch eine 1,2 km lange Wasserbrücke verbunden, die von der griechischen Baufirma Archirodon entworfen und gebaut wurde.
Im Oktober 2025 wurde die Eröffnung eines Four-Seasons-Resorts auf der Insel angekündigt.

### Ummahat Islands
Der Archipel der Ummahat-Inseln, auch bekannt als Ummhat-Alshaikh-Inseln, beherbergt sowohl das St. Regis Red Sea Resort als auch das Nujuma, ein Ritz Carlton Reserve. Beide sind per Wasserflugzeug oder Boot erreichbar.
Das Nujuma, ein Hotel aus dem Luxus-Segment, wurde im Mai 2024 eröffnet. Es gilt als eines der teuersten Hotels im Nahen Osten. Nujuma wurde von Foster + Partners entworfen.

### Shebara Resort

Villen des Shebara Resorts

Auf der Insel befindet sich das Luxushotel Shebara Resort. Das Resort besteht aus kugelförmigen Villen aus reflektierendem Edelstahl, die von dem Architekturbüro Killa Design entworfen wurden. Es wurde im November 2024 eröffnet.
Die 150 Tonnen schweren Villen wurden von Grankraft in Sharjah entworfen, dann auf die Insel transportiert und von Mammoet installiert.

### Southern Dunes
Six Senses Southern Dunes ist ein Resort im Landesinneren in der Wüste von Alnesai, fast 100 km nordöstlich der Stadt Umludsch gelegen. Das Resort umfasst 40 Villen und einen Hotelkomplex. Southern Dunes wurde ebenfalls von Foster + Partners entworfen.

Desert Rock Resort

### Desert Rock
Desert Rock ist ein luxuriöses Resort mit 64 Villen und Hotelzimmern im Landesinneren, das in Granitberge gebaut wurde. Das Resort wurde im Dezember 2024 eröffnet.
Desert Rock wurde von Oppenheim Architecture entworfen.

## Verkehr
Das Projekt am Roten Meer kann über den Red Sea International Airport erreicht werden. Der Flughafen wird von Saudia vom internationalen Flughafen King Khalid in Riad aus angeflogen. Der Flughafen, dessen geschwungenes Design von Sanddünen inspiriert ist, wurde von Foster + Partners entworfen.
Nach der Ankunft am Flughafen werden die Besucher mit den Elektrofahrzeugen von Lucid Motors zu ihren Zielen gebracht. Der Staatsfonds von Saudi-Arabien, der Public Investment Fund, hält über 60 % der Anteile an Lucid Motors. Das Red Sea Project umfasst das größte netzunabhängige Ladenetzwerk Saudi-Arabiens mit 150 Ladestationen für die anfängliche Flotte von 80 Lucid Air und Mercedes-Benz EQS EVs. Ein 400-MW-Solar-Mikronetz mit einer 1, 3-GWh-Batterie wird gebaut, um das Gebiet mit Strom zu versorgen.
Einige Inseln, wie die Ummahat-Inseln, sind nur mit Yachten und Wasserflugzeugen erreichbar. Red Sea Global gründete das erste Wasserflugzeugunternehmen Saudi-Arabiens, Fly Red Sea, das Besucher mit einer Flotte von zunächst 4 Cessna Caravan 208 Wasserflugzeugen zu den Inseln bringen wird.